# يوسوك كيشي
يوسوك كيشي (باليابانية: 貴志祐介؛ بالكانا: きし ゆうすけ) هو كاتب جريمة ياباني، ولد في 3 يناير 1959 في أوساكا في اليابان.